# Jiří Růžička
Jiří Růžička (Brno, 4 giugno 1941) è un ex cestista cecoslovacco.

## Carriera
Con la Cecoslovacchia ha disputato i Giochi olimpici di Monaco 1972, i Campionati mondiali del 1970 e cinque edizioni dei Campionati europei (1963, 1965, 1967, 1969, 1971).

## Palmarès
- Campionato cecoslovacco: 6

Slavia VŠ Praga: 1964-65, 1968-69, 1969-70, 1970-71, 1971-72, 1973-74
- Coppa delle Coppe: 1

Slavia VŠ Praga: 1968-69